# Le Revizor
Pour les articles homonymes, voir Revizor.
Le Revizor (en russe : Ревизор) est une comédie en cinq actes de Nicolas Gogol créée et publiée en 1836. Insatisfait, l'auteur a continué à travailler sa pièce de théâtre et en a livré une seconde mouture en 1841.
Gogol écrit cette pièce à l'humour corrosif sur une idée qu'Alexandre Pouchkine lui avait donnée en octobre 1835. Il compose une satire sur le pouvoir russe et s'attaque ouvertement aux abus de l'administration et à la corruption.

## Argument

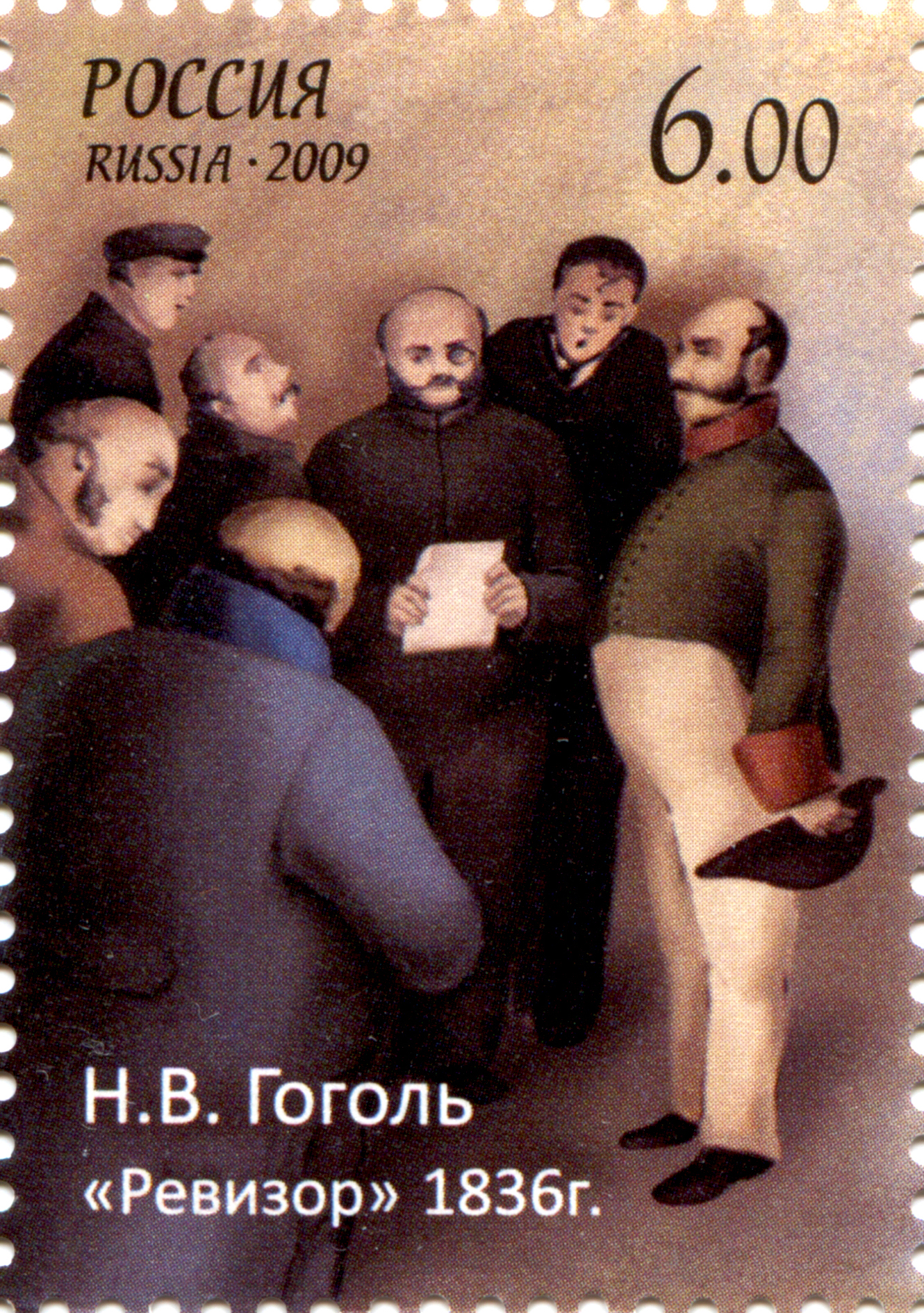
Un timbre dépeignant les personnages du Revizor, diffusé en Russie pour célébrer le 200ème anniversaire de la naissance de Nicolas Gogol, en 2009.

Le bourgmestre et toute l'administration d'une petite ville de la province russe sont en émoi, dans l'attente du « Revizor », inspecteur envoyé incognito par le gouvernement. Dans la panique que provoque cette arrivée, les fonctionnaires et autres officiels de la ville, qui ont bien des choses à se faire pardonner, débordent alors d'activité et prennent toutes sortes d'initiatives pour dissimuler leurs méfaits.
Comment recevoir cet inspecteur au mieux ? Et d'ailleurs, comment l'identifier ? Deux habitants croient le reconnaître en la personne d'un jeune voyageur exigeant récemment arrivé à l'auberge. Au lieu de l'ardoise qu'il attend, celui-ci va être couvert d'honneurs et de flatteries. Même après avoir réalisé qu'il s'agit d'un quiproquo, le jeune homme se jouera de la méprise des fonctionnaires qui, abusés et terrorisés, se prêteront à toutes les bassesses pour complaire à celui qu'ils imaginent être le « revizor », allant jusqu'à croire habile de devancer ses attentes quand il n'en formule même pas.

## Genèse
Gogol s’est presque fait un point d’honneur à n’avoir rien inventé de ses sujets. Aussi il demande souvent à ses proches de lui fournir des sujets, Les Soirées du hameau à sa mère, Les Âmes mortes à Pouchkine et, comme Gogol lui-même le reconnaît dans sa Confession d’un auteur, « L’idée du Revizor lui appartient aussi. »

## Réception

### En Russie
La pièce est créée le 19 avril 1836 (1er mai 1836 dans le calendrier grégorien) au théâtre Alexandra, à Saint-Pétersbourg, en présence de l'empereur Nicolas Ier, ce qui donne à la soirée une touche de mondanité aristocratique. Gogol, très nerveux, assiste au spectacle en coulisse. Mais la pièce est peut-être mal jouée, comme l'écrit Gogol lui-même dans une lettre à Pouchkine. De fait, la pièce suscite d'abord des réactions contrastées du public : les uns la considèrent comme une simple farce, les autres s'indignent de la satire sociale. C'est finalement une remarque de l'empereur, qui avait beaucoup ri, qui sauve la pièce : « Tout le monde en a pris pour son grade, moi le tout premier. »
Mais ce succès de scandale ne manque pas d'affecter Gogol et le laisse désabusé :

« L'effet qu'elle [la pièce] a produit a été fort et tonitruant. Tout le monde est contre moi. Les dignes fonctionnaires d'un certain âge crient que je n'ai rien de sacré, quand j'ose parler ainsi des gens qui sont dans la carrière. Les policiers sont contre moi, les marchands sont contre moi, les hommes de lettres sont contre moi. On m'engueule et on va voir la pièce ; pas moyen de trouver un billet pour la quatrième représentation. Sans la haute défense du souverain lui-même, jamais ma pièce n'aurait été portée à la scène, et j'en connais qui faisaient des démarches pour la faire interdire. Maintenant, je vois ce que c'est qu'être un écrivain comique. Au plus petit signe de vérité, vous voyez vous dresser contre vous non pas un homme, mais des corporations entières. J'imagine ce que ç'aurait été si j'avais pris quelque chose de la vie de Pétersbourg, qu'aujourd'hui je connais mieux que la vie de province. Il est rageant, pour qui les aime d'un amour fraternel, de voir les gens se dresser contre soi. »

— Nicolas Gogol, Lettre à l'acteur Mikhaïl Chtchepkine du 29 avril 1836 (11 mai dans le calendrier grégorien),.
Dans la même lettre, il annonce qu'il va partir à l'étranger, ce qu'il fait en juin 1836. Ses retours en Russie ne seront qu'épisodiques. Claude De Grève relève toutefois que le succès initial en demi-teinte de la pièce n'est pas simplement dû à des gens qui se seraient sentis moqués ou vilipendés par la satire, mais aussi, plus simplement, parce que Le Revizor choquait les habitudes esthétiques du public, plus habitué aux codes du vaudeville et du mélodrame.
Le succès s'accroît rapidement.
Le 25 mai 1836, Gogol refuse d'assister à la première de sa pièce au théâtre Maly, à Moscou, représentation qui souleva les mêmes réactions ambiguës.
Dans une lettre à Prokopovitch qu'il écrit en janvier 1837 de Paris, Gogol fait part de sa lassitude :

« Pourquoi me parlez-vous tous du Revizor ? [...] Pourquoi me dire qu'on le joue chaque semaine, que le théâtre est plein, etc. [...] S'il existait une mite capable de dévorer d'un seul coup tous les exemplaires du Revizor, et avec lui les Arabesques, les Soirées et autres fariboles, et que pendant longtemps on ne parle plus de moi [...] je remercierais le destin. »

— Nicolas Gogol, Lettre du 25 janvier 1837.
Le 17 octobre 1839 (29 octobre dans le calendrier grégorien) à Moscou, Gogol assiste à une représentation du Revizor. Il est salué et applaudi par le public, mais il se dérobe et s'enfuit sous une fausse excuse.

### En France
Contrairement à celui de Tchekhov, le théâtre de Gogol ne connaît pas en France le succès qui est le sien en Russie, où il fait partie du répertoire classique.
La première parisienne du Revizor eut lieu le 15 avril 1854, en pleine guerre de Crimée. Dans le contexte de la guerre de communication, la pièce fut d’ailleurs rebaptisée Les Russes peints par eux-mêmes. Elle fut interrompue après seulement quatre représentations, sous les huées et les sifflets du public. Au-delà des circonstances particulières de la première, Maurice de Grève y voit deux raisons principales. D'une part, la langue de Gogol est très difficilement traduisible ; d'autre part, la pièce présenterait une réalité sociologique trop éloignée de la réalité française. Gogol serait en quelque sorte trop local, « trop russe ». La liberté de ton et le langage familier (le sabir franco-russe de Khlestakov, par exemple), voire grossier, de Gogol choquèrent d'ailleurs le public à l'époque.
Dès l'origine, le statut réel de la pièce de Gogol fait débat. Certains ont par exemple conclu de l'absence d'intrigue amoureuse l'absence de toute intrigue. Dans Le Roman russe, Eugène-Melchior de Vogüé indique que : « Le Reviseur (sic) n'est ni une comédie de sentiments, ni une comédie de caractères ; c'est un tableau de mœurs publiques. Dans cette nombreuse galerie de coquins, aucun ne pose pour l'ensemble, [...] »

## Personnages

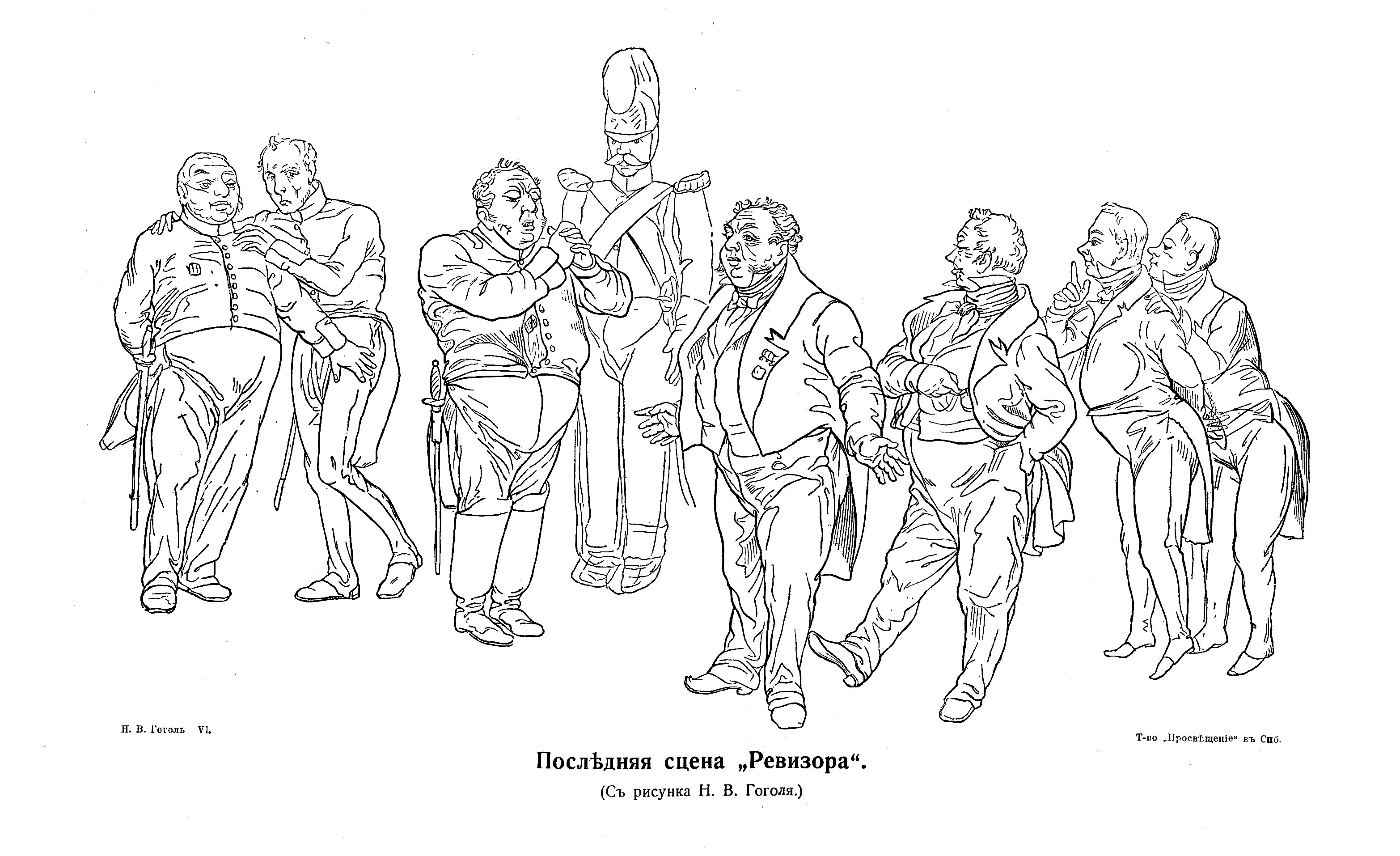
Le Revizor, dessin de Nicolas Gogol (1836).

Les personnages de la pièce sont assez nombreux. Gogol rajoute a cette liste une « Note à Messieurs les acteurs » (une sorte de didascalie) dans laquelle, il précise les caractéristiques physiques et psychologiques des principaux personnages, ainsi que quelques indications scéniques. Le tout est déjà présent dans la version de 1836, et repris à l'identique dans la version de 1842.
- Anton Antonovitch Skvoznik-Dmoukhanovski : bourgmestre (aussi appelé le « gouverneur » selon la traduction)
- Anna Andréïevna, son épouse, « une coquette de province[17] »
- Maria Antonovna, sa fille
- Louka Loukitch Khlopov, inspecteur des collèges
- Ammos Fiodorovitch Liapkine-Tiapkine, juge, « il a lu cinq ou six livres, et se croit donc un libre penseur[18] »
- Artemi Filipovitch Lafraise, curateur des œuvres de charité
- Ivan Kouzmitch Chpékine, directeur des postes, « c'est un homme si simple qu'il en est un peu bête[18]. »
- Piotr Ivanovitch Dobtchinski et
- Piotr Ivanovitch Bobtchinski, propriétaires terriens
- Ivan Alexandrovitch Khlestakov, fonctionnaire de Pétersbourg, le « revizor »
- Ossip, son valet
- Christian Ivanovich Giebner, médecin du district
- Fiodor Andréïevitch Lioulioukov, « un jeune homme d'environ vingt-trois ans, tout petit et tout grêle. Il n'est pas très futé : comme on dit « il ne casse pas trois pattes à un canard[18]. »
- Ivan Lazarévitch Korobkine, fonctionnaire à la retraite, notable de la ville
- Stéphanie Ilitch Oukhovertov, commissaire de police
- Svistounov,
- Pougovitsyne,
- Dierjimorda, gendarmes
- Abdouline, marchand
- Févronia Pétrovna Pochliopkina, femme de serrurier
- La femme du sous-officier
- Micha, valet du gouverneur
- Le garçon de taverne
- Invités, invitées, marchands, bourgeois, solliciteurs.

Dans sa note préliminaire, Gogol insiste et précise soigneusement les conditions dans lesquelles doit se jouer la dernière scène :

« Messieurs les acteurs accorderont une attention particulière à la dernière scène. Le dernier mot prononcé doit produire une commotion électrique, sur tout le monde et d'un seul coup. Tout le groupe doit changer de position en un clin d'œil Le cri de stupéfaction doit jaillir en même temps chez toutes les femmes, comme s'il s'agissait d'une seule poitrine.
Ne pas respecter ces remarques pourrait faire perdre tout l'effet. »

— Nicolas Gogol, Le Revizor, Note pour Messieurs les acteurs.

## Déroulement de la pièce

### Épigraphe
- Proverbe : « N'accuse pas le miroir si tu as la gueule de travers. »

### Acte I
La pièce s'ouvre par la lecture du bourgmestre aux responsables de l'administration locale d'une lettre dans laquelle on lui annonce une nouvelle désagréable et qui surprend tout le monde : la venue d'un revizor chargé d'une mission secrète, qui plus est. Le bourgmestre tente de « resserrer les boulons », en espérant dissimuler l'impéritie et les abus de l'administration : un tribunal transformé en poulailler et en entrepôt privé, les pots-de-vin que s'octroie un responsable. Tout semble aller un peu à vau-l'eau, jusqu'à un professeur d'histoire trop passionné :

« Le bourgmestre : Oui c'est une loi inexplicable du destin : quand vous êtes intelligent - soit vous êtes un ivrogne, soit vous faites des grimaces à offenser les saints. »

— Nicolas Gogol, Le Revizor, Acte I, scène 1.

Dans la deuxième scène, le bourgmestre avoue à Chpékine, le directeur des postes, qu'il soupçonne la possibilité que quelqu'un les ait dénoncés et suggère à celui-ci d'ouvrir le courrier des administrés. Le directeur des postes lui répond, bonhomme : 

« Vous parlez à un converti, ça, je le fais déjà, et moins par précaution que par curiosité : c'est fou ce que j'aime savoir les nouvelles du monde. Je vous dirai, c'est une lecture passionnante. Il y a des lettres qu'on lit avec un vrai plaisir - tellement on y décrit toutes sortes d'aventures... et quelle richesse d'enseignement... mieux que Les Nouvelles de Moscou. »

— Nicolas Gogol, Le Revizor, Acte I, scène 2.
Le directeur des postes précise qu'il n'a entendu parler d'aucun fonctionnaire de Pétersbourg et, pris d'enthousiasme, propose de lire au bourgmestre une lettre qu'il trouve particulièrement touchante.
Mais, déjà (scène 3), on annonce la présence à l'auberge depuis deux semaines d'un jeune homme du nom d'Ivan Alexandrovitch Khlestakov, qui vient de Pétersbourg et prétend se rendre dans la province de Saratov, mais que tous prennent immédiatement pour le revizor. Toute la notabilité locale cherche alors à se faire (bien) voir par le supposé inspecteur et se précipite in corpore au devant du visiteur, ce qui offre l'occasion d'apprendre que les rues sont un vrai capharnaüm, que la corruption règne à tous les étages, qu'un des gendarmes est saoul comme une barrique (« Hier, il y avait une rixe dans les faubourgs - il [Prokhorov] est parti remettre de l'ordre. Il est revenu saoul. ») et « inapte au service », que l'un des notables est un voleur connu, que les monuments municipaux sont immédiatement transformés en dépotoir, que les constructions publiques donnent lieu à des détournements de fonds massifs...

« Le bourgmestre : Plus on casse, plus c'est le signe que le bourgmestre fait quelque chose. »

— Nicolas Gogol, Le Revizor, Acte I, scène 5.

### Acte II
Le deuxième acte (qui compte 10 scènes) commence à l'auberge, par un monologue d'Ossip, le valet du mystérieux voyageur, vautré sur le lit de son maître, qui récrimine contre lui : loin d'être le revizor que tous redoutent, Khlestakov n'est qu'un insignifiant « registrateur de collège », parti de Pétersbourg il y a deux mois, escroc à la petite semaine, grand amateur de cartes, vivant d'expédients et de filouteries d'auberge, brûlant la chandelle par les deux bouts dès qu'il en a les moyens.
Arrive Khlestakov, qui entame aussitôt une querelle avec son domestique. Les deux hommes ont le ventre creux ; l'aubergiste, mécontent de n'être pas payé, refuse de leur servir le repas et a déjà menacé de se plaindre au bourgmestre dès le matin. Un long monologue apprend au spectateur que Khlestakov se dirige vers Saratov, où son père, très fâché, attend des explications sur son manque d'avancement. Après quelques péripétie, les hôtes parviennent à se faire servir un repas modeste. Protestation de Khlestakov...
À la scène huit survient le bourgmestre, ce qui provoque un quiproquo. Khlestakov croit que le bourgmestre vient l'arrêter, ou du moins le forcer à payer, tandis que le bourgmestre croit que le visiteur dissimule sa véritable identité pour mieux le prendre en défaut. Il pense que la surprise du voyageur est une feinte, et s'offre de lui prêter quatre cents roubles pour régler ses problèmes financiers : « Mon devoir [de bourgmestre] est d'aider nos visiteurs. », et pour finir l'invite chez lui :

« Le bourgmestre : Et moi, comme je serai heureux ! Et comme ma femme sera contente ! C'est la coutume chez moi : l'hospitalité depuis la toute petite enfance, surtout quand l'hôte est d'une telle civilité. Que Monsieur ne croie pas que je parle par flatterie : non, ce vice m'est inconnu, c'est toute mon âme qui parle par ma bouche. »

— Nicolas Gogol, Le Revizor, Acte II, scène 8.

### Acte III
Le troisième acte se déroule chez le bourgmestre. On assiste d'abord à la querelle entre son épouse et sa fille, qui sont en opposition permanente, puis à l'arrivée de Dobtchinski, avant celle d'Anton Antonovitch Skvoznik-Dmoukhanovski et de ses hôtes prestigieux. Le bourgmestre a fait préparer la meilleure chambre pour son invité et tente de lui tirer les vers du nez. Khlestakov lui fait une description quelque peu enjolivée de sa position à Pétersbourg. À l'entendre, il est un personnage central dans l'administration impériale, il reçoit des comtes, a l'oreille de l'empereur. C'est un ami de Pouchkine et il connaît toutes les sommités du monde journalistique. Il donne des bals pour les diplomates étrangers, brasse des millions, etc. Alors qu'il s'enquiert s'il existe quelque cercle de jeu dans la région, le bourgmestre, lui-même joueur invétéré, lui rétorque horrifié :

« Dieu nous en garde ! Ici, des cercles pareils, on n'en a même jamais entendu parler. Jamais je n'ai pris de cartes dans les mains : je ne sais même pas y jouer, à ces cartes. Jamais je n'ai pu les regarder avec indifférence ; et s'il m'arrive, par hasard, d'apercevoir je ne sais quel roi de carreau ou bien quelque chose d'autre, cela me donne la nausée, un point c'est tout. Une fois, ça m'est arrivé, en amusant les enfants, j'ai construit un château de cartes, mais après ça, ces maudites cartes, j'en ai rêvé toute la nuit. Qu'elles aillent au diable ! Est-il possible de tuer pour elles un temps si précieux ? »

— Nicolas Gogol, Le Revizor, Acte III, scène 6.
Après avoir réussi à se débarrasser de son redoutable invité en le saoulant, le bourgmestre interroge Ossip, le valet, pour tenter de vérifier les dires du jeune homme. Mais celui-ci, pris au dépourvu, lui donne précisément les réponses vagues qui viennent confirmer les allégations de Khlestakov. L'acte s'achève sur un mystérieux conciliabule entre la femme et la fille du bourgmestre, tandis que ce dernier fait placer devant la maison des gendarmes en faction pour empêcher quiconque d'arriver chez lui. Il veut protéger la tranquillité de son hôte, mais surtout pour interdire l'arrivée intempestive d'administrés qui viendraient réclamer ou protester.

### Acte IV
Le quatrième acte se déroule également chez le bourgmestre, où le supposé revizor dort encore. L'acte commence par une conjuration des principaux notables de la ville, mais le bourgmestre juge préférable, car plus discret, que chacun d'eux se présente séparément, comme par hasard, pour ne pas éveiller de soupçons. Khlestakov se réveille avec la gueule de bois et commence à comprendre la méprise dont il bénéficie. Il profite de chacune de ses entrevues avec les notables pour leur soutirer de l'argent. Trop heureux de s'en tirer à si bon compte, chacun lui prête ce qu'il demande, pensant ainsi acheter son silence. Peu à peu cependant, les langues se délient et les malfaiteurs se dénoncent les uns les autres...
À la fin de l'acte (scène 10), de simples citoyens parviennent à forcer le barrage des gendarmes et viennent se plaindre au revizor des nombreux abus du bourgmestre. L'air étonné et choqué par ce qu'il apprend, Khlestakov en prend bonne note et promet d'agir. En fait d'action, l'escroc se contente de faire savoir à un journaliste de ses connaissances le comportement indécent des notables. Il fait poster la lettre par son valet Ossip, qui exige que le port soit pris en charge par l'administration de la ville puisque c'est un soi-disant un courrier gouvernemental...
Laissé seul. Khlestakov se met à faire une cour assidue alternativement aux deux femmes de la maison : la fille du bourgmestre et sa femme, « Khlestakov : Elle aussi, c'est un beau morceau, elle est loin d'être laide. ». Le bourgmestre surgit et remarque à peine le manège de Khlestakov : ayant eu vent des manœuvres de ses administrés, il veut protester de son bon droit et affirme que les justiciables sont des menteurs : 

« Le bourgmestre : La femme du sous-officier, elle vous a menti, comme quoi je l'aurais fouettée ; elle ment, je vous jure, elle ment. Elle s'est fouettée toute seule. »

— Nicolas Gogol, Le Revizor, Acte IV, scène 15.
Le revizor finit par demander la main de la fille au bourgmestre, et accepte que ce dernier le dépanne de quatre cents roubles supplémentaires pour une courte visite qu'il doit faire chez un oncle très riche de la région. L'acte se termine avec le départ de Khlestakov.

### Acte V
Le cinquième acte s'ouvre sur le dialogue entre le bourgmestre et sa femme, qui se félicitent de leur bonne fortune : leur fille va épouser un homme important de Pétersbourg, ils vont abandonner ce trou perdu. Le maire se voit déjà général, décoré... Surviennent alors les notables de la ville. Le bourgmestre, plein de morgue, les rudoie d'un ton méprisant... Mais la nouvelle des fiançailles de la fille du bourgmestre se répandant, tout un chacun vient hypocritement féliciter le bourgmestre, qui se radoucit.
Mais coup de théâtre. Le directeur des postes surgit, une lettre décachetée à la main : 

« Le directeur des postes : Une affaire étonnante, Messieurs : le fonctionnaire que nous avions pris pour le revizor, ce n'était pas le revizor.
Tous : Comment, pas le revizor ?
Le directeur des postes : Pas du tout le revizor - Je l'ai appris dans cette lettre... »

— Nicolas Gogol, Le Revizor, Acte V, scène 8.
Reprenant ses vieilles habitudes, le directeur des postes a ouvert la lettre de Khlestakov, dans laquelle le jeune homme décrit en termes peu aimables le panier de crabes qu'est l'administration locale : « le bourgmestre est un âne bâté », « le directeur des postes est sans doute une canaille et un poivrot », le curateur des œuvres de charité est « un véritable cochon en casquette », l'inspecteur des collèges « pue l'ail à plein nez », le juge Liapkine-Tiapjine est « au dernier degré du shocking. Un terme français je suppose. » Dans la lettre, Khlestakov reconnait chercher à séduire et la femme du bourgmestre et sa fille. Il précise encore qu'il pense commencer par la mère, qui lui paraît plus réceptive à ses flatteries.
Comprenant, qu'ils ont tous été bernés par un escroc, les notables cherchent un bouc émissaire et finissent par s'invectiver de manière fort peu civile...
À l'avant-dernière scène, un gendarme vient annoncer un nouveau coup de tonnerre : le revizor attendu est à l'hôtel, où ils sont tout convoqués !

#### La dernière scène
La dernière scène est muette : tous les présents sont immobiles, silencieux, dans diverses postures, comme frappés par la foudre. Le texte original n'est composé que d'une grande didascalie. 

## Commentaires

### Le rire
Gogol est avant tout un auteur comique. À travers Le Revizor, il veut montrer qu'il a aussi des idées et une vision du monde. Pour cela, il montre que l'utilisation du rire, façon universelle de communiquer avec le public, peut mettre en exergue les immondices les plus ancrées. Gogol ne se satisfait pas d'un comique bruyant et fanfaron. Le rire doit être celui « qui prend tout entier son essor du fond de la nature lumineuse de l'homme ».

### Montrer le mal pour le bien
Montrer les plus hauts gradés ou notables en fripons vils de basses mœurs nous fait penser à un vaudeville. Gogol se défend d'avoir créé une pièce simple sans fondement important. Ce Revizor saura tout, il est au-dessus de tout. À la première annonce tout le monde plonge dans ces pensées retranchées, leurs gestes détestables, leurs méchancetés, leurs démons. Cette horrible image et la force du Revizor en sont même représentées par une scène muette (acte V, VIII). Le Revizor est un inspecteur omniscient et rien ne peut être caché.
Ce mal et cette peur ont un effet salutaire. Ce monde se dévoile et montre ce qu'il a manqué de faire.
Le Revizor devient finalement un accompagnateur qui permet à l'homme de se juger, de revenir à un esprit propre et serviable.

## Quelques répliques
« Le bourgmestre : Cessez donc, ou je vous envoie en Sibérie !
Le directeur des postes : La Sibérie, elle est loin, la Sibérie ! »

— Nicolas Gogol, Le Revizor, Acte V, scène 8.

« Le bourgmestre : [...] De quoi riez-vous ? C'est de vous-mêmes que vous riez ! »

— Nicolas Gogol, Le Revizor, Acte V, scène 8.

## Éditions françaises
: document utilisé comme source pour la rédaction de cet article.
- Nicolas Gogol (trad. du russe par André Barsacq, préf. Gustave Aucouturier), Œuvres complètes, Paris, Gallimard, coll. « Bibliothèque de la Pléiade » (no 185), 1980 (1re éd. 1966), 1958 p., « Le Révizor »
- Nicolas Gogol (trad. du russe par André Markowicz, préf. André Markowicz), Théâtre complet, Arles, Actes Sud, coll. « Babel » (no 777), 2006, 704 p., poche (ISBN 978-2-7427-6364-1), « Le Révizor »
- Nicolas Gogol (trad. du russe par Arthur Adamov, préf. Claude De Grève), Le Révizor, Paris, Flammarion, coll. « GF » (no 1399), 2009 (1re éd. 1984), 226 p., poche (ISBN 978-2-08-122320-2, présentation en ligne)

## Adaptations

### Mises en scène notables en France
- 1948 : Le Revizor, mise en scène André Barsacq, théâtre de l'Atelier
- 1967 : Le Revizor, mise en scène Edmond Tamiz, théâtre de l'Est parisien
- 1999 : Le Revizor, mise en scène Jean-Louis Benoît, Comédie-Française
- 2005 : "Le Revizor", mise en scène Christophe Rauck, Théâtre du Peuple

### Opéra
- Werner Egk a composé un opéra intitulé Der Revizor en 1957.

### Adaptation au cinéma
- 1949 : Vive monsieur le maire réalisé par Henry Koster avec Danny Kaye ;
- 1952 : Le Revizor (« Ревизор ») de Vladimir Petrov avec Youri Toloubeïev ;
- 1962 : Gli anni ruggenti de Luigi Zampa avec Nino Manfredi ;
- 1977 : Incognito de Saint-Pétersbourg (ru) (« Инкогнито из Петербурга ») de Leonid Gaïdaï avec Sergueï Miguitsko (en) ;
- 1981 : If I Were for Real de Wang Toon
- 1996 : Le Revizor (ru) (« Ревизор ») de Sergueï Gazarov (ru) avec Evgueni Mironov et Nikita Mikhalkov;

### Adaptations à la télévision
- 1956 : Le Revizor ou L'inspecteur général, téléfilm de Marcel Bluwal.
- 1981 : Le Revizor, téléfilm de Philippe Laïk ;
- 1982 : Le Revizor (ru) (« Ревизор »), film-spectacle de Valentin Pluchek avec Andreï Mironov et Anatoli Papanov ;